# Noxe
La Noxe est un affluent de la Seine. Elle prend sa source à Nesle-la-Reposte et se jette dans la Seine à Nogent-sur-Seine.

## Communes traversées
Dans la Marne
Nesle-la-Reposte
En Seine-et-Marne
Louan-Villegruis-Fontaine.
Dans l'Aube
Villenauxe-la-Grande ~ Plessis-Barbuise ~ Barbuise ~ Marnay-sur-Seine ~ Nogent-sur-Seine

## Tourisme
- L'ancienne abbaye de Nesle-la-Reposte
- Le village de Villenauxe-la-Grande
- L'Église Saint-Pierre-et-Saint-Paul de Villenauxe (XIIIe à XVIe siècle) et ses nouveaux vitraux
- Le jardin botanique de Marnay-sur-Seine
- La centrale nucléaire de Nogent-sur-Seine